# Burtons goudvink
De Burtons goudvink (Callacanthis burtoni) is een zangvogel uit de familie Fringillidae (vinkachtigen).

## Verspreiding en leefgebied
Deze soort komt voor in de Himalaya van Kasjmir tot Nepal en Sikkim.